# Liste der Orte im Landkreis Bad Kissingen
Die Liste der Orte im Landkreis Bad Kissingen listet die 229 amtlich benannten Gemeindeteile (Hauptorte, Kirchdörfer, Pfarrdörfer, Dörfer, Weiler und Einöden) im Landkreis Bad Kissingen auf.

## Systematische Liste
Alphabet der Städte und Gemeinden mit den zugehörigen Orten.
- Aura an der Saale mit dem gleichnamigen Pfarrdorf

- Markt Bad Bocklet mit 10 Gemeindeteilen:
  - Hauptort Bad Bocklet
  - Ehemalige Märkte Aschach und Steinach
  - Dörfer Großenbrach, Hohn, Nickersfelden und Roth an der Saale
  - Einöden Äußere Mühle, Ölmühle und Schneidmühle

- Stadt Bad Brückenau mit 11 Gemeindeteilen:
  - Hauptort Bad Brückenau
  - Stadtteil Staatsbad Brückenau
  - Pfarrdörfer Volkers und Wernarz
  - Kirchdorf Römershag
  - Siedlung Sinnthalshof
  - Kloster Volkersberg
  - Einöden Pilsterhof, Röderhof, Stockhof und Stockpapiermühle

- Große Kreisstadt Bad Kissingen mit 18 Gemeindeteilen:
  - Hauptort Bad Kissingen
  - Pfarrdörfer Albertshausen, Arnshausen, Garitz, Hausen und Poppenroth
  - Kirchdörfer Kleinbrach, Reiterswiesen und Winkels
  - Dorf Saline Kissingen
  - Weiler Steinhof. Gut Seehof
  - Forsthaus Klaushof
  - Einöden Altenburgerhaus, Brandmühle, Götzenmühle, Schlettenmühle und Wehrhaus

- Markt Burkardroth mit 23 Gemeindeteilen:
  - Hauptort Burkardroth
  - Pfarrdörfer Premich, Stangenroth, Stralsbach und Waldfenster
  - Kirchdörfer Frauenroth, Gefäll, Katzenbach, Lauter und Oehrberg
  - Dörfer Steinberg, Wollbach und Zahlbach
  - Einöden Borstmühle, Hartmühle, Kesselmühle, Melchersmühle, Metzenmühle, Oehrbachsmühle, Ölmühle, Schafmühle, Schmalzmühle und Walkmühle

- Markt Elfershausen mit 6 Gemeindeteilen:
  - Hauptort Elfershausen
  - Pfarrdörfer Langendorf und Machtilshausen
  - Kirchdörfer Engenthal und Trimberg
  - Burg Trimburg

- Markt Euerdorf mit 2 Gemeindeteilen:
  - Hauptort Euerdorf
  - Kirchdorf Wirmsthal

- Fuchsstadt mit dem gleichnamigen Pfarrdorf

- Markt Geroda mit 3 Gemeindeteilen:
  - Hauptort Geroda
  - Ehemaliger Markt Platz
  - Einöde Seifertshof

- Stadt Hammelburg mit 19 Gemeindeteilen:
  - Hauptort Hammelburg
  - Pfarrdörfer Diebach und Obereschenbach
  - Kirchdörfer Feuerthal, Gauaschach, Morlesau, Obererthal, Ochsenthal, Pfaffenhausen, Untererthal, Untereschenbach und Westheim
  - Kloster Altstadt
  - Schloss Saaleck
  - Lager Lager Hammelburg
  - Weiler Seeshof
  - Einöden Kessenmühle und Sodenberg
  - Sonstiger Ort Bonnland

- Markt Maßbach mit 15 Gemeindeteilen:
  - Hauptort Maßbach
  - Pfarrdorf Poppenlauer
  - Kirchdörfer Volkershausen und Weichtungen
  - Einöden Biegenmühle, Brandmühle, Haardmühle, Haupertsmühle, Mittelmühle, Neubauhof, Randsbachsmühle, Thalhof und Ziegelmühle
  - Sonstige Orte Aumühle und Marxmühle

- Motten mit 10 Gemeindeteilen:
  - Pfarrdörfer Kothen und Motten
  - Kirchdorf Speicherz
  - Weiler Eisenhammer, Haubenhof und Kretzenhof
  - Einöden Eckwiesenhof, Fuchsenhof, Oberziegelhütte und Thomashof

- Stadt Münnerstadt mit 19 Gemeindeteilen:
  - Hauptort Münnerstadt
  - Pfarrdörfer Großwenkheim, Kleinwenkheim, Seubrigshausen und Wermerichshausen
  - Kirchdörfer Althausen, Brünn, Burghausen, Fridritt, Reichenbach und Windheim
  - Kapelle Thalkapelle
  - Kloster Maria Bildhausen
  - Einöden Bordiansmühle, Reichenbachermühle, Rindhof, Spitalmühle, Wambergsmühle und Wannigsmühle

- Nüdlingen mit 5 Gemeindeteilen:
  - Pfarrdörfer Haard und Nüdlingen
  - Einöden Gehegmühle, Mühle (obere) und Ostermühle

- Oberleichtersbach mit 15 Gemeindeteilen:
  - Pfarrdorf Oberleichtersbach
  - Kirchdörfer Breitenbach, Modlos und Unterleichtersbach
  - Siedlung Buchrasen
  - Dorf Mitgenfeld
  - Weiler Dreistelz und Haghof
  - Einöden Adamsmühle, Aspenmühle, Bernbrunn, Buckelmühle, Neumühle, Veitenmühle und Zeughaus

- Markt Oberthulba mit 8 Gemeindeteilen:
  - Hauptort Oberthulba
  - Pfarrdorf Thulba
  - Kirchdörfer Frankenbrunn, Hassenbach, Hetzlos, Schlimpfhof und Wittershausen
  - Dorf Reith

- Oerlenbach mit 8 Gemeindeteilen:
  - Pfarrdörfer Ebenhausen, Eltingshausen, Oerlenbach und Rottershausen
  - Siedlung Waldsiedlung
  - Weiler Schwarze Pfütze
  - Einöden Altenfelderhof und Forsthof

- Ramsthal mit dem gleichnamigen Pfarrdorf

- Rannungen mit dem gleichnamigen Pfarrdorf

- Riedenberg mit 2 Gemeindeteilen:
  - Kirchdorf Riedenberg
  - Einöde Neufriedrichsthal

- Schondra mit 9 Gemeindeteilen:
  - Hauptort Schondra
  - Kirchdörfer Schönderling und Singenrain
  - Dörfer Einraffshof, Schildeck und Untergeiersnest
  - Weiler Münchau und Obergeiersnest
  - Einöde Schmittrain

- Markt Sulzthal mit dem gleichnamigen Markt

- Thundorf in Unterfranken mit 4 Gemeindeteilen:
  - Pfarrdorf Thundorf in Unterfranken
  - Kirchdörfer Rothhausen und Theinfeld
  - Einöde Rothhausermühle

- Wartmannsroth mit 11 Gemeindeteilen:
  - Pfarrdörfer Dittlofsroda, Schwärzelbach, Waizenbach, Wartmannsroth und Windheim
  - Kirchdörfer Heiligkreuz und Völkersleier
  - Dörfer Heckmühle und Neuwirtshaus
  - Unterkunftshaus Sippachsmühle
  - Einöde Neumühle

- Markt Wildflecken mit 14 Gemeindeteilen:
  - Hauptort Wildflecken
  - Ehemaliger Markt Oberbach
  - Siedlung Oberwildflecken
  - Weiler Am Auersberg, Eckartsroth und Ziegelhütte
  - Wallfahrtskirche(-kapelle) Maria Ehrenberg
  - Einöden Bernhardshof, Scheibenhof, Scheibenmühle, Schummhof, Veitenhof und Ziegelhütte
  - Sonstiger Ort Arnsberg

- Markt Zeitlofs mit 12 Gemeindeteilen:
  - Hauptort Zeitlofs
  - Ehemaliger Markt Detter
  - Pfarrdorf Weißenbach
  - Kirchdörfer Eckarts und Roßbach
  - Dörfer Rupboden und Trübenbrunn
  - Weiler Schmidthof
  - Einöden Grieshof, Heilsberg, Scheuermühle und Schlagmühle

## Alphabetische Liste
In Fettschrift erscheinen die Orte, die namengebend für die Gemeinde sind.

### A
- Adamsmühle zu Oberleichtersbach
- Albertshausen zu Bad Kissingen
- Altenburgerhaus zu Bad Kissingen
- Altenfelderhof zu Oerlenbach
- Althausen zu Münnerstadt
- Altstadt zu Hammelburg
- Am Auersberg zu Wildflecken
- Arnsberg zu Wildflecken
- Arnshausen zu Bad Kissingen
- Aschach zu Bad Bocklet
- Aspenmühle zu Oberleichtersbach
- Aumühle zu Maßbach
- Aura a.d.Saale
- Äußere Mühle zu Bad Bocklet

### B
- Bad Bocklet
- Bad Brückenau
- Bad Kissingen
- Bernbrunn zu Oberleichtersbach
- Bernhardshof zu Wildflecken
- Biegenmühle zu Maßbach
- Bonnland zu Hammelburg
- Bordiansmühle zu Münnerstadt
- Borstmühle zu Burkardroth
- Brandmühle zu Bad Kissingen
- Brandmühle zu Maßbach
- Breitenbach zu Oberleichtersbach
- Brünn zu Münnerstadt
- Buchrasen zu Oberleichtersbach
- Buckelmühle zu Oberleichtersbach
- Burghausen zu Münnerstadt
- Burkardroth

### D
- Detter zu Zeitlofs
- Diebach zu Hammelburg
- Dittlofsroda zu Wartmannsroth
- Dreistelz zu Oberleichtersbach

### E
- Ebenhausen zu Oerlenbach
- Eckarts zu Zeitlofs
- Eckartsroth zu Wildflecken
- Eckwiesenhof zu Motten
- Einraffshof zu Schondra
- Eisenhammer zu Motten
- Elfershausen
- Eltingshausen zu Oerlenbach
- Engenthal zu Elfershausen
- Euerdorf

### F
- Feuerthal zu Hammelburg
- Forsthof zu Oerlenbach
- Frankenbrunn zu Oberthulba
- Frauenroth zu Burkardroth
- Fridritt zu Münnerstadt
- Fuchsenhof zu Motten
- Fuchsstadt

### G
- Garitz zu Bad Kissingen
- Gauaschach zu Hammelburg
- Gefäll zu Burkardroth
- Gehegmühle zu Nüdlingen
- Geroda
- Götzenmühle zu Bad Kissingen
- Grieshof zu Zeitlofs
- Großenbrach zu Bad Bocklet
- Großwenkheim zu Münnerstadt

### H
- Haard zu Nüdlingen
- Haardmühle zu Maßbach
- Haghof zu Oberleichtersbach
- Hammelburg
- Hartmühle zu Burkardroth
- Hassenbach zu Oberthulba
- Haubenhof zu Motten
- Haupertsmühle zu Maßbach
- Hausen zu Bad Kissingen
- Heckmühle zu Wartmannsroth
- Heiligkreuz zu Wartmannsroth
- Heilsberg zu Zeitlofs
- Hetzlos zu Oberthulba
- Hohn zu Bad Bocklet

### K
- Katzenbach zu Burkardroth
- Kesselmühle zu Burkardroth
- Kessenmühle zu Hammelburg
- Klaushof zu Bad Kissingen
- Kleinbrach zu Bad Kissingen
- Kleinwenkheim zu Münnerstadt
- Kothen zu Motten
- Kretzenhof zu Motten

### L
- Lager Hammelburg zu Hammelburg
- Langendorf zu Elfershausen
- Lauter zu Burkardroth

### M
- Machtilshausen zu Elfershausen
- Maria Bildhausen zu Münnerstadt
- Maria-Ehrenberg zu Wildflecken
- Marxmühle zu Maßbach
- Maßbach
- Melchersmühle zu Burkardroth
- Metzenmühle zu Burkardroth
- Mitgenfeld zu Oberleichtersbach
- Mittelmühle zu Maßbach
- Modlos zu Oberleichtersbach
- Morlesau zu Hammelburg
- Motten
- Mühle (obere) zu Nüdlingen
- Münchau zu Schondra
- Münnerstadt

### N
- Neubauhof zu Maßbach
- Neufriedrichsthal zu Riedenberg
- Neumühle zu Oberleichtersbach
- Neumühle zu Wartmannsroth
- Neuwirtshaus zu Wartmannsroth
- Nickersfelden zu Bad Bocklet
- Nüdlingen

### O
- Oberbach zu Wildflecken
- Obererthal zu Hammelburg
- Obereschenbach zu Hammelburg
- Obergeiersnest zu Schondra
- Oberleichtersbach
- Oberthulba
- Oberwildflecken zu Wildflecken
- Oberziegelhütte zu Motten
- Ochsenthal zu Hammelburg
- Oehrbachsmühle zu Burkardroth
- Oehrberg zu Burkardroth
- Oerlenbach
- Ölmühle zu Bad Bocklet
- Ölmühle zu Burkardroth
- Ostermühle zu Nüdlingen

### P
- Pfaffenhausen zu Hammelburg
- Pilsterhof zu Bad Brückenau
- Platz zu Geroda
- Poppenlauer zu Maßbach
- Poppenroth zu Bad Kissingen
- Premich zu Burkardroth

### R
- Ramsthal
- Randsbachsmühle zu Maßbach
- Rannungen
- Reichenbach zu Münnerstadt
- Reichenbachermühle zu Münnerstadt
- Reiterswiesen zu Bad Kissingen
- Reith zu Oberthulba
- Riedenberg
- Rindhof zu Münnerstadt
- Röderhof zu Bad Brückenau
- Römershag zu Bad Brückenau
- Roßbach zu Zeitlofs
- Roth an der Saale zu Bad Bocklet
- Rothhausen zu Thundorf i.UFr.
- Rothhausermühle zu Thundorf i.UFr.
- Rottershausen zu Oerlenbach
- Rupboden zu Zeitlofs

### S
- Saaleck zu Hammelburg
- Saline Kissingen zu Bad Kissingen
- Schafmühle zu Burkardroth
- Scheibenhof zu Wildflecken
- Scheibenmühle zu Wildflecken
- Scheuermühle zu Zeitlofs
- Schildeck zu Schondra
- Schlagmühle zu Zeitlofs
- Schlettenmühle zu Bad Kissingen
- Schlimpfhof zu Oberthulba
- Schmalzmühle zu Burkardroth
- Schmidthof zu Zeitlofs
- Schmittrain zu Schondra
- Schneidmühle zu Bad Bocklet
- Schönderling zu Schondra
- Schondra
- Schummhof zu Wildflecken
- Schwarze Pfütze zu Oerlenbach
- Schwärzelbach zu Wartmannsroth
- Seehof zu Bad Kissingen
- Seeshof zu Hammelburg
- Seifertshof zu Geroda
- Seubrigshausen zu Münnerstadt
- Singenrain zu Schondra
- Sinnthalshof zu Bad Brückenau
- Sippachsmühle zu Wartmannsroth
- Sodenberg zu Hammelburg
- Speicherz zu Motten
- Spitalmühle zu Münnerstadt
- Staatsbad Brückenau zu Bad Brückenau
- Stangenroth zu Burkardroth
- Steinach zu Bad Bocklet
- Steinberg zu Burkardroth
- Steinhof zu Bad Kissingen
- Stockhof zu Bad Brückenau
- Stockpapiermühle zu Bad Brückenau
- Stralsbach zu Burkardroth
- Sulzthal

### T
- Thalhof zu Maßbach
- Thalkapelle zu Münnerstadt
- Theinfeld zu Thundorf i.UFr.
- Thomashof zu Motten
- Thulba zu Oberthulba
- Thundorf i.UFr.
- Trimberg zu Elfershausen
- Trimburg zu Elfershausen
- Trübenbrunn zu Zeitlofs

### U
- Untererthal zu Hammelburg
- Untereschenbach zu Hammelburg
- Untergeiersnest zu Schondra
- Unterleichtersbach zu Oberleichtersbach

### V
- Veitenhof zu Wildflecken
- Veitenmühle zu Oberleichtersbach
- Volkers zu Bad Brückenau
- Volkersberg zu Bad Brückenau
- Volkershausen zu Maßbach
- Völkersleier zu Wartmannsroth

### W
- Waizenbach zu Wartmannsroth
- Waldfenster zu Burkardroth
- Waldsiedlung zu Oerlenbach
- Walkmühle zu Burkardroth
- Wambergsmühle zu Münnerstadt
- Wannigsmühle zu Münnerstadt
- Wartmannsroth
- Wehrhaus zu Bad Kissingen
- Weichtungen zu Maßbach
- Weißenbach zu Zeitlofs
- Wermerichshausen zu Münnerstadt
- Wernarz zu Bad Brückenau
- Westheim zu Hammelburg
- Wildflecken
- Windheim zu Münnerstadt
- Windheim zu Wartmannsroth
- Winkels zu Bad Kissingen
- Wirmsthal zu Euerdorf
- Wittershausen zu Oberthulba
- Wollbach zu Burkardroth

### Z
- Zahlbach zu Burkardroth
- Zeitlofs
- Zeughaus zu Oberleichtersbach
- Ziegelhütte zu Wildflecken
- Ziegelhütte zu Wildflecken
- Ziegelmühle zu Maßbach

| ↑ Zurück zum Inhaltsverzeichnis |